# José Antonio Gentico
José Antonio Gentico (ur. 28 listopada 1931 w Arnedo, zm. 5 kwietnia 2007) – hiszpański duchowny katolicki posługujący w Argentynie, biskup pomocniczy archidiecezji Buenos Aires w latach 2001-2007.

## Życiorys
Urodził się i wychował w Hiszpanii. W wieku 20 lat wyemigrował wraz z rodzicami do Argentyny i służył w szeregach miejscowej Akcji
Katolickiej. W wieku 30 lat wstąpił do seminarium w Buenos Aires. Uzyskał tytuł
licencjata z teologii na Papieskim Uniwersytecie Katolickim Argentyny.
Święcenia kapłańskie przyjął 30 listopada 1968 i został inkardynowany do diecezji Morón. Był m.in. rektorem seminarium
, wikariuszem biskupim ds. duchowieństwa i edukacji oraz wikariuszem generalnym diecezji. 

### Episkopat
21 marca 2001 został mianowany przez papieża Jana Pawła II biskupem pomocniczym archidiecezji Buenos Aires ze stolicą tytularną Mizigi. Sakry biskupiej udzielił mu 28 kwietnia tegoż roku ówczesny ordynariusz tejże archidiecezji, kard. Jorge Bergoglio, późniejszy papież Franciszek.
W ramach Konferencji Episkopatu Argentyny był członkiem Komisji Episkopatu ds. Apostolatu Świeckich i Duszpasterstwa Rodzin oraz w Komisji ds. Komunikacji Społecznej.